# Tarrant (Alabama)
Tarrant è un comune degli Stati Uniti d'America situato nella contea di Jefferson dello Stato dell'Alabama.